# Artsem Kozyr
Artsem Kozyr (né le 10 mai 1990 à Minsk) est un canoéiste biélorusse, spécialiste de course en ligne, sprint.

Il participe aux 2018 ICF Canoe Sprint World Championships et remporte la médaille d’or sur C1 200 m lors des Jeux européens de 2019. 